# Паркер (Јужна Каролина)
Паркер (енгл. Parker) насељено је место без административног статуса у америчкој савезној држави Јужна Каролина.

## Демографија
По попису из 2010. године број становника је 11.431, што је 671 (6,2%) становника више него 2000. године.
| Група             | 2000.         | 2010.         |
| Белци             | 8.108 (75,4%) | 6.337 (55,4%) |
| Афроамериканци    | 1.788 (16,6%) | 2.475 (21,7%) |
| Азијати           | 32 (0,3%)     | 51 (0,4%)     |
| Хиспаноамериканци | 684 (6,4%)    | 2.373 (20,8%) |
| Укупно            | 10.760        | 11.431        |